# Blaise (légende arthurienne)
Pour les articles homonymes, voir Blaise.

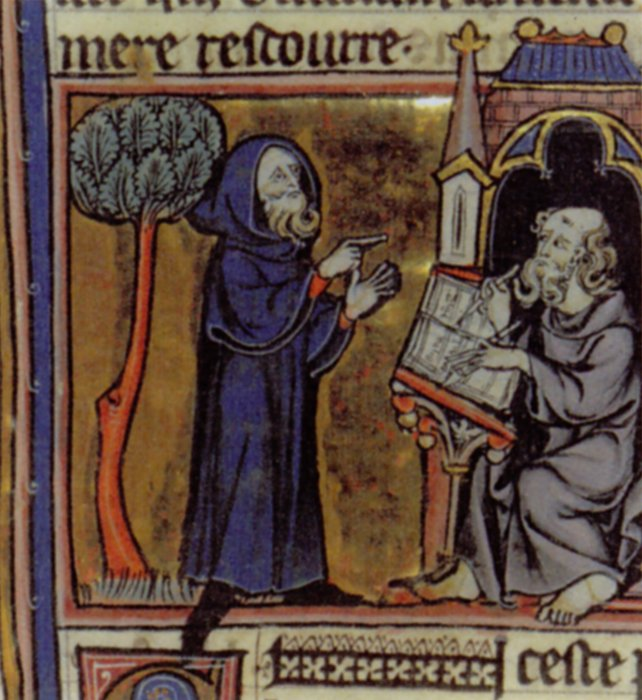
Merlin dictant un poème à l’historien Blaise
(Enluminure d’un manuscrit français du XIIIe siècle).

Blaise est un personnage de la légende arthurienne, scribe et confident de Merlin. Il provient vraisemblablement d'un homme-loup du nom de Bleiz. Le Père Blaise, scribe et interprète de confession chrétienne à la cour du roi Arthur, aurait une apparence négligée, grand, maigre, souvent mal rasé. Son savoir est vaste et complet mais son caractère irascible.

## Étymologie
Bleiz est un prénom porté qui doit partiellement son succès au bienheureux Charles de Blois, duc de Bretagne au XIVe siècle. Il est associé au prénom français Blaise, d'où le nom du personnage dans la légende arthurienne. Il équivaut au gallois Bleidd ou Bleiddwn.

## Origine
Pour Philippe Walter, Blaise est à l'origine un homme-loup de la mythologie celtique (d'où le rapprochement en vieux breton avec Bleiz, le nom de l'animal). Sa fonction première est d'être le double de Merlin. Cette association expliquerait l'apparence animale de Merlin à la naissance et le nom de Lailoken, « le jumeau ». Elle ferait de Merlin et Blaise des jumeaux divins,. Avatar de Belenos ou du roi couronné, il est choisi par la Déesse pour être son amant d'un jour.

## Description
Maître Blaise est, dans les romans français (celui de Robert de Boron et ceux des continuateurs) le scribe et confident personnel de Merlin. Confesseur de la mère de Merlin, son rôle est par la suite d'écrire tout ce que lui raconte l'enchanteur, y compris ses prédictions. En cela, il répartit les rôles : Merlin est un conteur oral mais pas un écrivain, fonction entièrement dévolue à Blaise. L'apparition de Blaise dans les récits renvoie concrètement à la création littéraire médiévale, l'écrivain n'étant le plus souvent que celui qui adapte un récit de tradition orale.